# Вашингтон, Татс
Татс Вашингтон (англ. Tuts Washington, настоящее имя Айседор Вашингтон англ. Isidore Washington; 24 января 1907, Новый Орлеан, Луизиана, США  — 5 августа 1984, Новый Орлеан, Луизиана, США) — американский блюзовый музыкант, пианист и автор песен. Лауреат Blues Music Awards в номинации «Альбом традиционного блюза» (1984) . Его стиль был смесью рэгтайма, джаза, блюза и буги-вуги .

## Биография
Татс Вашингтон родился в Новом Орлеане в 1907 году, освоил пианино самостоятельно к десяти годам, а затем учился у нью-орлеанского джазового пианиста Джозефа Кайю. В 1920-е и 1930-e руководил несколькими танцевальными и диксиленд-группами в Новом Орлеане.
После Второй мировой войны пианист стал играть в трио со Смайли Льюисом и барабанщиком Германом Силсом. Они записали и выпустили несколько популярных песен на Imperial Records, включая "Tee-Nah-Nah", «The Bells Are Ringing» и «Dirty People». Затем Татс Вашингтон перебрался в Сент-Луис, где играл с Табом Смитом. В 1960-е вернулся в Новый Орлеан, где выступал в ресторанах, клубах и фестивалях, включая известный New Orleans Jazz & Heritage Festival. В течение всей своей карьеры Татс Вашингтон избегал записи, но в 1983 году выпустил свой дебютный сольный фортепианный альбом Tuts Washington — New Orleans Piano Professor, который завоевал в 1984 году звание лучшего альбома традиционного блюза Blues Music Awards.
В 1982 году снялся вместе с Профессором Лонгхейром и Аланом Туссеном в документальном фильме «Пианисты редко когда играют вместе».
Татс Вашингтон умер от инфаркта миокарда 5 августа 1984 года во время выступления на Всемирной выставке в Нью-Орлеане.

## Дискография
- 1983: Tuts Washington — New Orleans Piano Professor, Rounder Records
- 1994: New Orleans Piano, 504 Records
- 1998: Live At Tipitina’s '78, Night Train International